# St. Thomas (Missouri)
St. Thomas è un comune degli Stati Uniti d'America, situato nello Stato del Missouri, nella contea di Cole.